# Ковбойская рапсодия
«Ковбо́йская рапсо́дия» (англ. Rustlers' Rhapsody) — американский комедийный вестерн режиссёра Хью Уилсона 1985 года. Картина представляет собой музыкальную пародию на B-фильмы в жанре вестерна 1930—1940-х годов. Съёмки фильма прошли в Испании. В эпизодической роли в картине появился Патрик Уэйн, сын «иконы вестернов» Джона Уэйна. Картина получила в целом низкую оценку кинокритики.

## Сюжет
В начале картины голос за кадром начинает картину в духе вестернов 1930—1940-х годов, но затем, спохватившись, переносит действие в современность. Из чёрно-белой лента становится цветной. Ковбой Рекс О’Херлиган приезжает в небольшой городок в поисках приключений. Рекс одет во всё белое, за плечами у него гитара и в салуне он заказывает стакан молока. Здесь же в салуне он узнаёт у местного пьяницы Питера как обстоят дела. Всем в округе заправляет богатый скотопромышленник, полковник Тикондерога, терроризирующий местных фермеров. Ковбой знакомится с дочерью полковника и с певицей из салуна мисс Трейси. В салун заявляется подручный полковника Блейки с недобрыми намерениями. После короткой перебранки его расстреливает Рекс. Музыкальный ковбой решает помочь местным жителям. Местный шериф подкуплен и ждать помощи от него не приходится. Рекс пытается уговорить Питера стать его помощником, но тот отказывается, так как помощников главных героев в вестернах обычно убивают.
Полковник Тикондерога собирается подружиться с начальником железной дороги и встать на пути Рекса. У злодеев ничего получается, так как ковбой знает с точностью до минуты каждый их следующий шаг. Единственный сюрприз, когда против него неожиданно выступил по сюжету положительный герой Боб Барбер, но всё заканчивается счастливо. В концовке происходит большая вечеринка на ранчо полковника. Впрочем, главный герой уезжает навстречу закату не с его дочерью, а с преобразившимся Питером, поспорившим с ним о том, кто из них двоих более положительный герой и кто красивее одет.

## В ролях
- Том Беренджер — Рекс О’Хэрлихэн
- Джордж Бэйли — Питер
- Мэрилу Хеннер — мисс Трейси
- Энди Гриффит — полковник Тикондерога
- Фернандо Рей — начальник железной дороги
- Сила Уорд — дочь полковника
- Джим Картер — Блейки
- Кристофер Малкольм — Джад
- Патрик Уэйн — Боб Барбер
- Брэнт фон Хоффман — Джим

## Премии и номинации
- номинация на премию Золотая малина
  - худшая актриса второго плана (Мэрилу Хеннер)